# Rajella dissimilis
Rajella dissimilis är en rockeart som först beskrevs av Hulley 1970.  Rajella dissimilis ingår i släktet Rajella och familjen egentliga rockor. IUCN kategoriserar arten globalt som livskraftig. Inga underarter finns listade i Catalogue of Life.